# Hermann Otto Louis Karl von Schwerin
Hermann Otto Louis Karl Graf von Schwerin (* 1. November 1851 in Mildenitz; † 26. Mai 1918 in Charlottenburg (bei Berlin)) war ein preußischer Agrarier und Mitglied des Preußischen Herrenhauses.

## Leben
Hermann Otto Louis Karl Graf von Schwerin entstammte dem Haus Wolfshagen der Linie Altwigshagen des pommerschen Adelsgeschlechts Schwerin.
Hermann von Schwerin wurde als Sohn des königlich preußischen Rittmeisters a. D. Karl Alexander Graf von Schwerin (1824–1893), Rechtsritter des Johanniterordens und Fideikommissherrn auf Wolfshagen, und der Hertha von Nostiz und Jänckendorf (1827–1914) in Mildenitz geboren. Er war der älteste Sohn, begann seine Karriere auf der Ritterakademie Brandenburg, und daher Erbe des Fideikommisses seines Vaters. Dennoch trat er zunächst, der Familientradition folgend, in die preußische Armee als Offiziersbewerber ein, allerdings ohne die Absicht zu haben, Berufsoffizier zu werden. Er schied später wieder aus dem aktiven Dienst aus, wurde Reserveoffizier und erreichte den Rang eines Majors der Reserve. 
Nach dem Tod seines Vaters erbte er 1893 nicht nur das Fideikommiss Wolfshagen, sondern auch die nicht zum Fideikommiss gehörende Güter Schlepkow, Amalienhof und Wehlack. Sein großer Grundbesitz brachte ihn dazu, sich mit agrar-politischen Fragen zu beschäftigen. Wegen des seiner Familie zustehenden Präsentationsrechtes zum Preußischen Herrenhaus wurde er 1906 ins Preußische Herrenhaus berufen, dem er dann bis zu seinem Tod angehörte (siehe Liste der Mitglieder des Preußischen Herrenhauses). Er war, wie sein Vater, auch im evangelischen Johanniterorden engagiert. Von Januar 1917 bis zu seinem Tod war er als Nachfolger von Dimitri von Vietinghoff der vierte Kommendator der Mecklenburgischen Genossenschaft des Johanniterordens. Neben der Mitgliedschaft bei dem Johannitern war er auch im ebenfalls evangelischen Zweig des Deutschen Ordens, der Ballei Utrecht, Kommandeur dieses Ordens.
Hermann Graf von Schwerin war seit dem 17. Juli 1879 mit Marie Freiin und Edle Herrin von Werthern (1860–1948) verheiratet und hatte mit ihr zwei Söhne und eine Tochter. Der älteste Sohn Alexander (1882–1974) erbte Wolfshagen, Sohn Georg (1886–1971) übernahm von der Mutter Zettemin und Groß Wolde. Die Tochter Rose heiratete den Regierungsrat Eckhard von der Lühe.
Einer seiner jüngeren Brüder war der Landrat Ludwig Graf Schwerin-Mildenitz (1859–1929), zugleich Hauptdirektor des Mecklenburgischen Ritterschaftlichen Kreditvereins mit Sitz in Rostock.